# Ofensiva da Primavera
A Ofensiva da Primavera de 1918, ou Kaiserschlacht (A Batalha do Kaiser em alemão), também conhecida como a Ofensiva Ludendorff, foi um conjunto de ataques alemães contra as forças Aliados, ao longo da Frente Ocidental, durante a Primeira Guerra Mundial, iniciados a 21 de Março de 1918, que marcaram os avanços mais significativos, para ambos os lados, desde o início do conflito em 1914. As tropas alemãs tomaram consciência de que a única, e última, hipótese de vitória era derrotar os Aliados antes da entrada em peso das forças norte-americanas, superiores em termos de recursos humanos e materiais, na guerra. Nesta altura, os alemães tinham uma vantagem temporária em termos de número de homens, com cerca de 50 divisões disponíveis depois da rendição dos russos pelo Tratado de Brest-Litovski.
Foram quatro os ataques alemães, com os nomes de código Operação Michael, Georgette, Gneisenau e Blücher-Yorck. Michael, a primeira, constituiu o principal ataque, cujo objectivo era penetrar nas linhas Aliadas, cercar as forças britânicas que defendiam a frente a partir do rio Somme até ao Canal da Mancha e derrotar o Exército Britânico. Quando este objectivo fosse cumprido, esperava-se que os franceses assinariam um armistício. As outras ofensivas dependiam da Michael e serviriam para desviar as atenções dos Aliados da principal ofensiva no Somme.
No entanto, os objectivos estratégicos da operação não existiam. Não foi estabelecido qualquer objectivo claro antes do começo das ofensivas e, já durante as operações, os alvos dos ataques mudavam constantemente de acordo com a situação táctica do campo de batalha. Por seu lado, os Aliados concentraram as suas forças principais em zonas essenciais (a aproximação aos portos do Canal e a estação de caminhos-de-ferro de Amiens), deixando o terreno estrategicamente sem valor, destruído por anos de combates, com apenas algumas defesas.
Os alemães também se mostraram incapazes de reforçar as operações com mantimentos e tropas adicionais de forma rápida e eficiente de forma a manter a sua vantagem inicial. As forças de ataque rápido alemãs, que lideravam as ofensivas, não podiam levar comida e munições suficientes para manterem a sua autonomia, e todos os ataques alemães falharam, em parte devido à falta de suprimentos.
No final de Abril de 1918, o perigo de uma vitória alemã tinha passado. O Exército Alemão tinha sofrido pesadas baixas e ocupava agora terreno de pouco valor estratégico que se mostrou impossível de manter com os poucos recursos humanos agora disponíveis. Em Agosto de 1918, ao Aliados deram início a uma contraofensiva utilizando novas técnicas de artilharia e métodos operacionais. A Ofensiva dos Cem Dias resultou na retirada dos alemães ou na expulsão destes de todos os terrenos ganhos na Ofensiva da Primavera, na queda da Linha Hindenburg e na capitulação do Império Alemão em Novembro.

## Preparação alemã

### Estratégia
O Alto Comando Alemão—em particular o General Erich Ludendorff, General em Oberste Heeresleitung, o mais alto quartel-general—foi fortemente criticado por historiadores militares por não ter delineado uma estratégia clara. Ludendorff, ao nível privado, admitiu que a Alemanha já não tinha capacidade para vencer a guerra, no entanto, ele não iria desistir das conquistas alemãs no Ocidente e no Oriente e representou um dos principais obstáculos às tentativas do governo alemão de chegar a um entendimento com os Aliados Ocidentais.

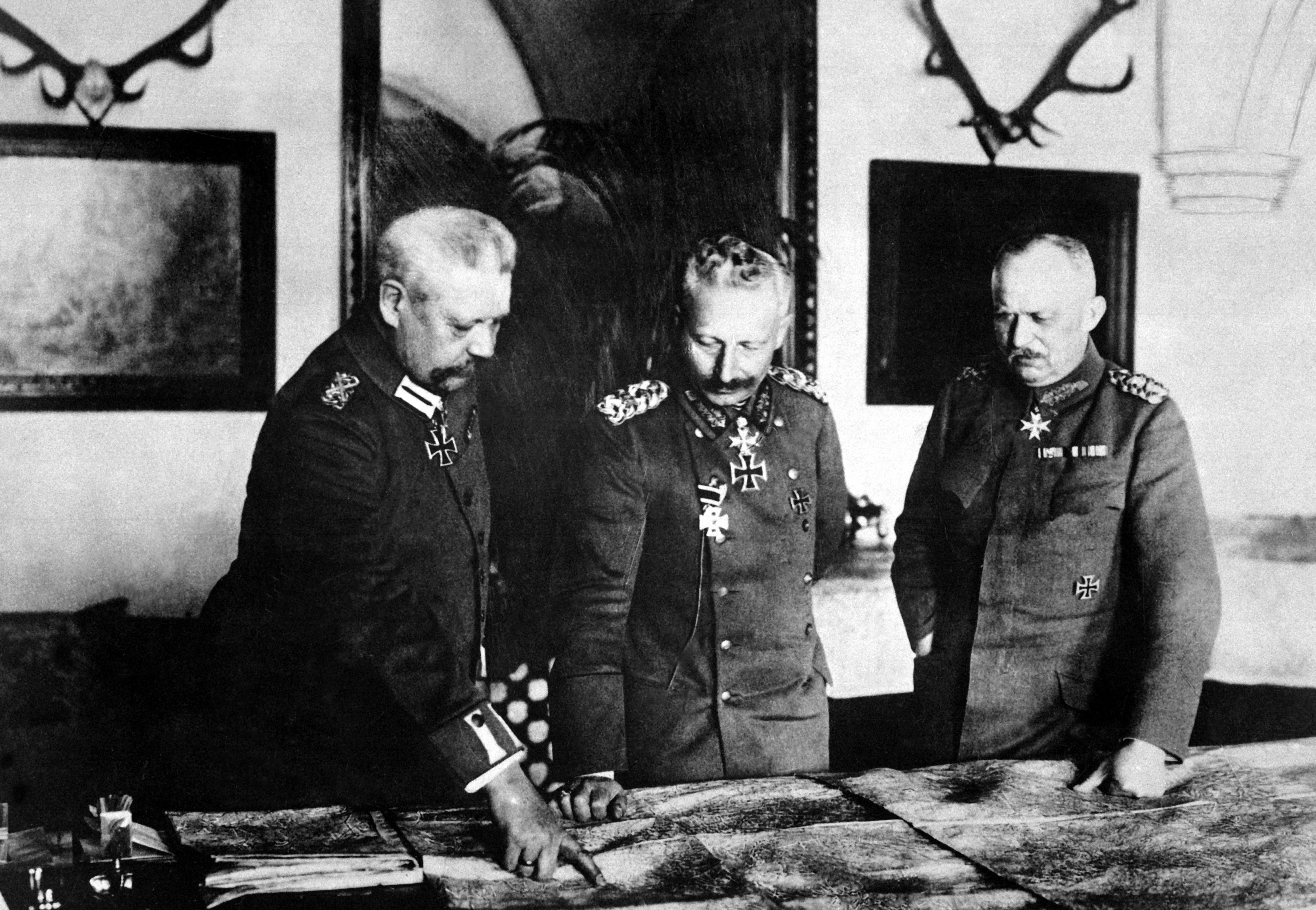
Para o marechal Hindenburg, o imperador Guilherme II e o general Erich Ludendorff, a Alemanha precisava de uma vitória decisiva na Frente Ocidental para decidir logo a guerra, antes que os Estados Unidos pudessem entrar, em peso, no conflito.

Embora Ludendorff não tivesse a certeza se os norte-americanos iam entrar na guerra, numa reunião dos Chefes dos Exércitos da Alemanha na Frente Ocidental a 11 de Novembro de 1917, decidiu lançar uma ofensiva. O governo alemão e o Marechal-de-Campo Paul von Hindenburg, chefe máximo dos exércitos, não faziam parte do processo de planeamento. Foi decidido lançar a Operação Michael perto de Saint-Quentin, na fronteira entre os exércitos francês e britânico, e atacar a norte de Arras. A principal razão para esta escolha era por questões tácticas. O terreno neste sector da frente iria secar mais rapidamente depois das chuvas do Inverno e da Primavera, permitindo um avanço mais rápido. Era, também, uma linha de menos resistência pois os britânicos e os franceses eram mais fracos neste sector.
A intenção não era chegar até à costa junto do Canal da Mancha, mas penetrar nas linhas Aliadas e flanquear o exército britânico a partir do sul, empurrando-os contra os Portos do Canal ou destruí-lo se os britânicos decidissem ficar e lutar. As operações seguintes, como a Operação Georgette e a Operação Mars, foram concebidas para atacar mais a norte para capturar os portos Aliados na Bélgica e França enquanto desviavam a atenção das forças Aliadas da Michael. Contudo, estas operações eram secundárias e revelaram-se fracas.
A constante mudança dos alvos operacionais, enquanto duravam as operações, passaram a imagem de que o comando alemão não tinha um objectivo estratégico coerente. Qualquer captura de um objectivo estratégico, como os portos do Canal, ou o vital entroncamento ferroviário em Amiens, teria acontecido por mero acaso e não por planeamento.

### Limitações logísticas
A logística era uma questão muito importante nas Ofensivas da Primavera, e foi uma área onde os alemães revelaram algumas falhas. A Operação Michael, em particular, repetiu os erros do Plano Schlieffen, pois forçou a infantaria alemã a avançar muito profundamente e a combater demasiado afastada das fontes de aprovisionamento. As unidades de stosstruppens, que lideravam os avanços, não tinham capacidade de carregar com provisões suficientes para se manterem autónomos por vários dias pois isso iria aumentar-lhes o peso transportado e limitar-lhes os movimentos. Em vez disso, tinham de ficar dependentes do apoio logístico, que lhes chegava da retaguarda, para continuar a avançar com rapidez. Contudo, não foi isto que se verificou; o avanço foi bloqueado por falta de abastecimentos, o que permitiu aos comandantes Aliados reforçar as zonas mais ameaçadas e limitar ainda mais o avanço. Para piorar o problema logístico, os alemães tentavam avançar em zonas que tinham sido devastadas durante a Batalha do Somme, em 1916, ou áreas em que os próprios alemães tinham deitado fogo durante a retirada para a Linha Hindenburg, em Fevereiro–Março de 1917, onde as comunicações eram difíceis.

### Inovação táctica
O exército alemão tinha concentrado grande parte das suas melhores tropas em unidades stosstruppen, treinadas em tácticas Hutier (desenvolvidas por Oskar von Hutier) para se infiltrarem e passar para além das unidades da linha de vanguarda inimiga, deixando estas posições "limpas" para a passagem das forças seguintes. A táctica das stosstruppen era atacar e destruir os quartéis-generais, as unidades de artilharia e os armazéns de provisões inimigas das zonas de retaguarda, tal como ocupar o território inimigo rapidamente. Cada formação principal seleccionava os melhores e mais capazes soldados para os integrar naquelas unidades especiais; algumas divisões eram inteiramente constituídas por estas unidades de elite. Este processo deu uma vantagem atacante inicial ao exército alemão, mas significava que as melhores formações iriam sofrer pesadas baixas, enquanto a qualidade das restantes formações diminuía com o recrutamento do melhor pessoal para as stosstruppen. Os alemães também erraram ao não incluírem nas suas forças unidades móveis de reconhecimento, como a Cavalaria, para explorar potenciais ganhos rapidamente. Este erro táctico significava que a infantaria tinha que manter um ritmo de avanço muito elevado e cansativo. Não obstante a eficácia destas unidades, a infantaria alemã regular efectuava os ataques de forma tradicional em grandes ondas, sofrendo pesadas baixas.
Para conseguir a ruptura inicial das linhas inimigas, o Tenente-Coronel Georg Bruchmüller— um oficial alemão de artilharia—desenvolveu o Feuerwalze, um esquema de bombardeamento de artilharia eficaz e económico. Foram três as fases: um rápido ataque ao comando e comunicações inimigas; destruição da sua artilharia; e um ataque às defesas da infantaria da linha da frente. Os bombardeamentos eram breves para manter a surpresa. As tácticas de Bruchmüller eram possíveis devido ao grande número de armas pesadas (com um elevado número de munições) que os alemães possuíam desde 1918.

## Preparação Aliada

### Tácticas defensivas
Por seu lado, os Aliados tinham desenvolvido defesas reduzindo o número de homens na linha da frente, e instalando os seus depósitos de provisões fora do alcance da artilharia alemã. Esta alteração foi feita depois da experiência alemã, bem-sucedida, da utilização da defesa em profundidade, durante 1917.
Em teoria, a linha da frente era uma "zona avançada", com uma pequena defesa por atiradores, patrulhas e postos de metralhadoras. Atrás, fora do alcance da artilharia terrestre alemã, estava a “zona de batalha” onde era suposto que a ofensiva fosse firmemente bloqueada, e, ainda mais atrás, fora do alcance de tudo, excepto do armamento pesado alemão, era uma “zona recuada” onde estavam as forças de reserva, prontas a contra-atacar ou bloquear qualquer tipo de infiltração. No papel, uma divisão de infantaria britânica (com nove batalhões de infantaria) conseguia mobilizar e estabelecer três batalhões na zona avançada, quatro na zona de batalha e duas na zona recuada.
Esta alteração ainda não tinha sido completamente implementada pelos Aliados. Em particular, no sector detido pelo 5.º Exército Britânico, que tinham passado a controlar depois de ter estado nas mãos dos franceses, as defesas não estavam completas e havia poucos homens a defender aquela posição. A existência física da zona recuada era feita com marcos, e a zona de batalha consistia em redutos de batalhões que não se defendiam uns aos outros (permitindo aos stosstruppen penetrar entre eles).

## Michael
A 21 de Março de 1918, os alemães lançaram uma grande ofensiva contra o 5. Exército Britânico e o flanco direito do 3.º Exército Britânico.
O fogo da artilharia começou às 4:40h do dia 21 de Março. O bombardeamento  atingiu alvos numa área de 388 km², a maior extensão de toda a a guerra. Mais de 1 100 000 de projécteis foram disparados em cinco horas...

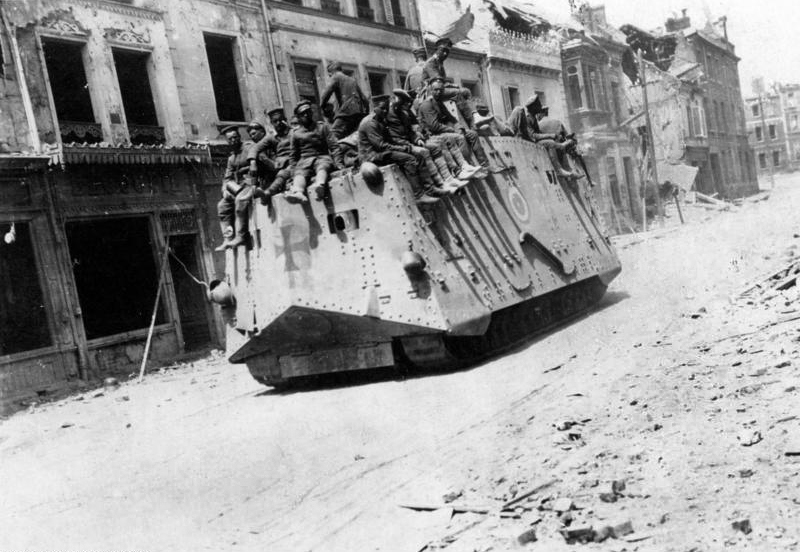
Tanque alemão A7V em Roye a 21 de março de 1918.

As forças alemãs envolvidas eram, de norte para sul: o 17.º Exército liderado por Otto von Below; o 2.º Exército comandado por Georg von der Marwitz; e o 8.º Exército sob o comando de Oskar von Hutier, com um Corpo (Gruppe Gayl) do17.º Exército a apoiar o ataque de Hutier. Embora os britânicos estivessem a par da hora e local da ofensiva, a dimensão e força do bombardeamento foi uma total surpresa. Os alemães beneficiaram, também, de uma manhã de nevoeiro, permitindo às unidades especiais, que lideravam o ataque, penetrar em profundidade nas posições britânicas sem serem detectados.
No final do primeiro dia, os britânicos tinham perdido 20 000 homens e 35 000 estavam feridos, e os alemães tinham ultrapassado em diversos pontos da frente do 5.º Exército Britânico. Após dois dias, este exército bateu em retirada. À medida que iam recuando, muitos dos redutos foram deixados abandonados e foram ocupados pela infantaria alemã. O flanco direito do 3.º Exército ficou separado do 5.º e também se retirou para evitar ficar cercado.
Ludendorff falhou ao não seguir as táctica correctas das unidades especiais. A falta de uma estratégia coerente para acompanhar as novas tácticas foi salientada por um dos seus comandantes, Ruperto da Baviera, quando disse: "Nós abrimos um buraco. O resto vem a seguir." O dilema de Ludendorff era que as zonas mais importantes das linhas Aliadas eram também as mais bem controladas e protegidas. Grande parte do avanço alemão ocorreu onde não era estrategicamente importante. Por causa disto, Ludendorff exigiu um esforço contínuo das suas forças atacando as unidades britânicas que estavam firmemente entrincheiradas. Em Arras, a 28 de Março, lançou à pressa um ataque - a Operação Mars- contra o flanco esquerdo do 3.º Exército Britânico, para alargar a abertura das linhas Aliadas, porém sem sucesso.
O avanço alemão teve lugar a norte da fronteira entre os exércitos francês e britânico. O comandante-chefe francês, General Pétain, enviou reforços para o sector, mas de forma muito lenta, segundo o comandante-chefe britânico, Marechal-de-Campo Douglas Haig e o governo britânico. Os Aliados reagiram nomeando o general francês Ferdinand Foch para coordenar toda a actividade Aliada em França e, subsequentemente, como comandante-chefe de todas as forças Aliadas em todo o lado.

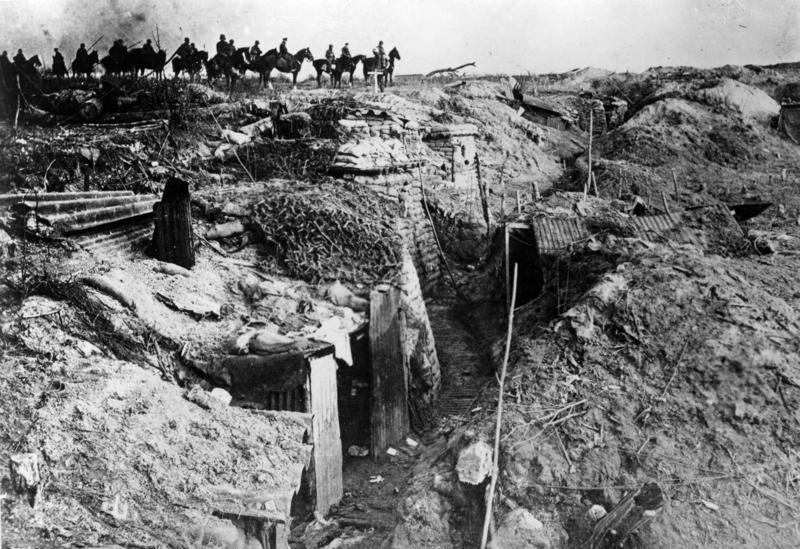
Alemães a passar por uma trincheira capturada aos britânicos.

Após alguns dias, o avanço alemão começou a vacilar devido ao cansaço da infantaria, e por causa das dificuldades em mover a artilharia e os abastecimentos para os apoiar. O centro ferroviário de Amiens recebeu novas unidades britânicas e australianas, e a defesa começou a fortalecer. Depois de várias tentativas sem sucesso para capturar Amiens, Ludendorff cancelou a Operação Michael no dia 5 de Abril. Pelos padrões da época, o avanço tinha sido considerável. No entanto, tinha pouco valor; uma vitória pírrica em termos das baixas sofridas pelas forças atacantes, pois Amiens e Arras continuaram nas mãos dos Aliados. O novo território conquistado era de difícil travessia dada a destruição causada pelos bombardeamentos de 1916 durante a Batalha do Somme, e seria difícil, mais tarde, a sua defesa contra os contra-ataques Aliados.
Os Aliados perderam cerca de 255 000 homens (britânicos, franceses, americanos e do império britânico). Perderam, também, 1 300 peças de artilharia e 200 tanques. Todas estas perdas podiam ser substituídas, seja de fábricas britânicas como de mão-de-obra norte-americana. As tropas alemãs perderam 239 000 homens, muitos deles das unidades de elite (Stoßtruppen) que não podiam ser substituídas. A moral alemã, que inicialmente era de júbilo na abertura da ofensiva, depressa se tornou numa desilusão à medida que o ataque não tinha alcançado resultados decisivos.

## Georgette

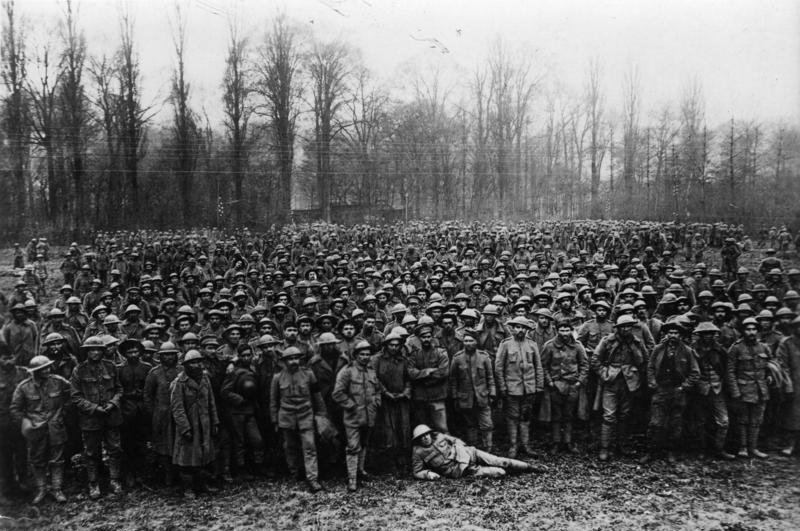
Prisioneiros de guerra portugueses.

A Operação Michael forçou as forças britânicas a defender Amiens, deixando a rota ferroviária de Hazebrouck e as vias de acesso aos portos do Canal de Calais, Boulogne e Dunquerque vulneráveis. Caso os alemães fossem bem sucedidos nesta região, os britânicos poderiam ser derrotados.
O ataque teve início a 9 de Abril depois de uma Feuerwalze. O ataque principal foi efectuado no sector defendido pelo Corpo Expedicionário Português, que estava exausto depois de um ano inteiro nas trincheiras, e que era suposto ser substituído por tropas britânicas acabadas de chegar. Apesar de uma defesa desesperada na qual perderam 7 000 homens, os portugueses e os britânicos, no seu flanco norte, foram rapidamente derrotados. Contudo, no flanco sul, as tropas britânicas conseguiram suster a linha do Canal La Bassée. No dia seguinte, os alemães alargaram o seu ataque a norte, forçando os defensores de Armentieres a retirarem-se antes serem cercados, e capturaram a maior parte da colina de Messines. No final do dia, as poucas divisões britânicas de reserva foram pressionadas a aguentar a linha ao longo do rio Lys.
Sem reforços franceses, temia-se que os alemães pudessem avançar os restantes 24 km até aos porto num espaço de uma semana. O comandante da Força Expedicionária Britânica, Marechal-de-Campo ‘’Sir’’ Douglas Haig, emitiu uma "Ordem do Dia" a 11 de Abril, onde dizia: "Encostados contra a parede e acreditando na justiça da nossa causa, cada um de nós deve lutar até ao fim."
No entanto, a ofensiva alemã estava num impasse devido a problemas logísticos e aos flancos expostos. Os contra-ataques dos Aliados atenuaram e bloquearam o avanço dos alemães. Ludendorff pôs fim à Operação Georgette a 29 de Abril.
Tal como a operação anterior, as baixas foram idênticas para ambos os lados, cerca de 110 000 homens, feridos ou mortos. De novo, os resultados estratégicos foram uma desilusão para os alemães. Hazebrouck continuou nas mãos Aliadas e os alemães ocupavam um saliente vulnerável debaixo de fogo de três direcções. Os britânicos abandonaram o território – Ypres - de pouco valor, que tinham capturado no ano anterior, com um esforço muito elevado, em termos de perda de homens, libertando várias divisões para fazer face aos ataques alemães.

## Blücher-Yorck
Enquanto a Operação Georgette ficou num impasse, foi planeado um novo ataque às posições francesas para afastar as forças do Canal e permitir novos avanços alemães a norte. O objectivo estratégico continuava a ser a separação dos britânicos dos franceses e alcançar a vitória antes de os norte-americanos começassem as suas operações no terreno.
O ataque alemão teve lugar no dia 27 de Maio, entre Soissons e Rheims. O sector era mantido por seis divisões britânicas, exaustas, que estavam a descansar depois de todos os seus esforços desse ano. Nesta região, as defesas não tinham sido implementadas em profundidade principalmente pela teimosia do comandante francês do 6.º Exército, General Denis Auguste Duchêne. Como consequência, o fogo de barragem, Feuerwalze, foi bastante eficaz e a frente Aliada, quase sem excepções, ruiu. Também a concentração de tropas nas trincheira da frente, decidida por Duchêne, significava que não havia reservas para atrasar os alemães quando ocorresse a destruição da frente. Apesar da resistência francesa e britânica nos flancos, as tropas alemãs avançaram até ao rio Marne, e Paris parecia agora um objectivo plausível. O ambiente em Paris era de grande preocupação, desde o 21 de Março, data em que a artilharia de longo-alcance alemã tinha iniciado os bombardeamentos sobre a cidade; muitos civis estavam a deixar a cidade e o governo preparava planos para a evacuação para Bordeaux. Porém, a infantaria do Exército dos Estados Unidos e os atiradores senegaleses, bloquearam o avanço alemão na Batalha de Château-Thierry, com a ajuda dos Corpo de Fuzileiros Navais dos Estados Unidos em acção na Batalha de Belleau Wood.
Ainda assim, as baixas foram idênticas de ambos os lados: 137 000 do lado Aliado, e 130 000 nos alemães, até 6 de Junho. A principal causa para as baixas alemãs foi, de novo, a dificuldade em substituir as divisões especializadas de assalto.

## Gneisenau
Apesar de Ludendorff ter a intenção de que Blücher-Yorck fosse o prelúdio de uma ofensiva decisiva (Hagen) para derrotar as forças britânicas mais a norte, ele cometeu o erro de reforçar apenas um sucesso táctico ao mover as reservas da Flandres para Aisne, enquanto que Foch e Haig não moveram as suas reservas para Aisne. Ludendorff procurou estender a Blücher-Yorck para oeste com a Operação Gneisenau, tencionando forçar a mobilização de reservas Aliadas para sul, alargar o saliente alemão e fazer a ligação ao saliente de Amiens.
Os franceses tinham sido avisados deste ataque (a Batalha de Matz) através de informações obtidas de prisioneiros alemães, e a sua defesa em profundidade reduziu o impacto dos bombardeamentos da artilharia a 9 de Junho. Ainda assim, o avanço alemão (21 divisões a atacar numa frente de 37 km) ao longo do rio Matz foi impressionante, resultando num avanço de 14 km, apesar da grande oposição das forças francesas e americanas. Em Compiègne, os franceses efectuaram um rápido contra-ataque, a 11 de Junho, com quatro divisões e 150 tanques (sob o comando do General Charles Mangin) sem um bombardeamento prévio, apanhando os alemães de surpresa e parando o seu avanço. A Operação Gneisenau foi cancelada no dia seguinte.
As perdas aproximadas foram de 35 000 para os Aliados e 30 000 para os alemães.

## Último ataque alemão
Ludendorff protelou a Operação Hagen e lançou os 7.º, 1.º e 3.º Exércitos na Ofensiva Friedensturm, a 15 de Julho, uma nova tentativa de retirar as reservas dos Aliados do sul na Flandres, e aumentar o saliente criado pela Blücher-Yorck, para leste. Um ataque a leste de Rheims foi frustrado pela defesa francesa. Em muitos sectores, os alemães, privados do factor surpresa, nomeadamente por falta de combustível para as aeronaves (o que lhes diminuiu a superioridade aérea), não conseguiram progredir mais do que a Zona da Frente francesa, nem ter qualquer tipo de controlo na Zona de Batalha francesa.
Embora as tropas alemãs a sudoeste de Rheims tivessem conseguido atravessar o rio Marne, os franceses lançaram uma grande ofensiva a oeste do saliente, a 18 de Julho, ameaçando cortar o caminho dos alemães no saliente. Ludendorff teve que sair do saliente de Blücher-Yorck no dia 7 de Agosto, e a ofensiva Hagen, já uma vez protelada, foi definitivamente cancelada. A iniciativa estava agora nas mãos dos Aliados, que preparavam a Ofensiva dos Cem Dias, a qual iria acabar, efectivamente, com a guerra.

## Impacto estratégico
A série de ofensivas Kaiserschlacht resultou na conquista de uma larga extensão territorial para os alemães, no conceito da Primeira Guerra Mundial. Contudo, não alcançaram a vitória, e os exércitos alemães estavam muito enfraquecidos, exaustos e expostos. Os ganhos territoriais concretizaram-se no estabelecimento de salientes o que aumentou, em muito, a extensão da linha que teria de ser defendida quando os reforços Aliados lhes deram a iniciativa. Em Julho, a superioridade alemã, em relação às suas forças, tinha passado de 207 divisões para 203 Aliadas, uma vantagem que seria temporária devido à chegada das tropas americanas. As perdas alemãs eram significativas, em particular nos homens com melhor treino: as tácticas dos Stosstruppens ("Tropas de assalto") lideravam os ataques. Mesmo assim, cerca de um milhão de soldados alemães permaneceram ligados à Frente Ocidental até ao final da guerra, na tentativa de manter o Império Alemão na Europa. As ambições políticas alemãs permaneceram extravagantes até ao último dia.
Do lado dos Aliados, as perdas foram elevadas mas conseguiram manter-se firmes. A falta de um comando unificado foi em parte rectificado pela nomeação do Marechal Foch para comandante máximo. As tropas americanas foram utilizadas pela primeira vez como formações independentes. A sua presença compensou a falta de recursos humanos que os britânicos e os franceses tinham depois de quarto anos de guerra.